# Incarvillea olgae
Incarvillea olgae là một loài thực vật có hoa trong họ Chùm ớt. Loài này được Regel mô tả khoa học đầu tiên năm 1880.